# Александър Гирс (дипломат)
 Тази статия е за руския дипломат.  За баще му вижте Александър Гирс (сенатор).  За съветския учен вижте Александър Гирс (климатолот).
Александър Александрович Гирс (на руски: Александр Александрович Гирс) е руски дипломат, таен съветник, заемал постове на Балканите в края на XIX – началото на XX век.
Гирс се придържа към идеята, че Македонският въпрос трябва да се разреши чрез разделяне на Македония между България и Сърбия с посредничеството на Русия.

## Биография
Произхожда от руския дворянски род от шведски произход Гирс. Сен е на действителния таен съветник, сенатор Александър Карлович Гирс (1815-1880) от брака му с Александра Ивановна Бунина (1826-1867). Племенник е на Николай Гирс и Фьодор Гирс, полубрат на Михаил Гирс и на Николай Гирс. Съветник е при Министерството на външнитет работи. Работи като секретар и драгоман на руското консулство в Солун (1884 - 1887). В 1884 - 1885 година управлява руското консулство в Йерусалим. Консул е в Триест (1887 - 1889), в Яш (1889-1899), Кан (1899 – 1901), Бушер (1901 – 1902), генерален консул в Солун (1902 – 1905). По-късно оглавява отдела за печата на външното министерство и Санктпетербургската телеграхна агенция. В 1906 издава книгата „Русия и Близкия изток“ (Россия и Ближний Восток). В 1910 – 1912 година е съветник във външно министерство. В 1912 – 1916 година е посланик в Черна гора. Член е на партията „Съюз 17 октомври“. След 1917 година емигрира и умира в Марибор в 1923 година.

## Трудове
- Гирс, А. А. Россія и Ближній Восток. Матеріалы по исторіи нашихъ сношеній съ Турціей.   С.-Петербургъ, Типографія А. С. Суворина, 1906. Посетен на 1 февруари 2015.